# Maria Clara d'Haití
Maria Clara d'Haití   (Léogâne, 1758 - Gonaïves, 9 d'agost de 1858) (Marie-Claire Hereuse Félicité) va ser emperadriu consort d'Haití per casament amb Jacques I.

## Biografia
Va néixer en Léogâne en 1758, filla de Bonheur Guillaume i Marie-Sainte Lobelot. Va estudiar al costat de la seva germana, Elise, en Jacmel i el 21 d'octubre de 1801, va contreure nupcias amb Jean-Jacques Dessalines, futur emperador d'Haití. Després de la coronació del seu espòs, en 1804, ella es va convertir en emperadriu consort amb el nom de Maria Clara d'Haití. En 1806, la monarquia va ser abolida i Dessalines assassinat. En 1811, es va convertir en dama d'honor de la reina d'Haití, Donya María Luisa. En 1820, la monarquia va desaparèixer i María Clara va passar a residir en Gonaïves, rebent del govern republicà una pensió de 1200 gourdes. En 1849, en tornar-se a instaurar l'imperi, amb Faustí Soulouque al capdavant, Maria Clara va rebre l'admiració de l'emperadriu Adelina Soulouque, qui la va convidar a formar part del seu festeig. El 8 d'agost de 1858, l'exemperadriu haitiana va morir en Gonaïves, a l'edat de cent anys.